# CSK VMF Moskva
CSK VMF je ruski vaterpolski klub iz grada Moskve.

## Uspjesi
- Kup prvaka: 1977.
- Kup pobjednika kupova: 1981., 1983.
- Europski superkup: 1979., 1981., 1983.

- Nacionalni prvak
  - Rusija: 1993.
  - SSSR: 1945., 1946., 1949., 1954., 1964., 1965., 1966., 1970., 1971., 1975., 1976., 1977., 1978., 1980., 1983., 1984., 1988., 1989., 1990., 1991., 1992.
- Doprvak države
  - Rusija: 1994., 1999.
  - SSSR: 1957., 1958., 1961.,1968., 1969., 1972., 1973., 1974., 1985.

## Vanjske stranice
- Klupske stranice  Arhivirana inačica izvorne stranice od 27. lipnja 2007. (Wayback Machine)